# Urnair
Urnair (em armênio: Ուռնայր; romaniz.: Uṙnayr) foi o terceiro rei da arsácida da Albânia de cerca de 350 a 375. Foi o sucessor de Vache I (r. 336–350).

## Nome
O nome Urnair é composto pelas palavras armênias urn, "machado, machado de guerra", e ayr, "homem".

## Vida
O Tratado de Nísibis em 299 entre o xainxá Narses I (r. 293–303) e o imperador romano Diocleciano (r. 284–310) terminou de forma desastrosa para os sassânidas, que lhes cedeu grandes porções de seu território, incluindo os reinos caucasianos da Armênia e Ibéria. Os sassânidas não tomariam parte nos assuntos políticos do Cáucaso por quase 40 anos. O historiador moderno Murtazali Gadjiev argumenta que foi durante este período que os arsácidas ganharam a realeza da Albânia, sendo nomeados como procuradores pelos romanos, a fim de obter o controle completo sobre o Cáucaso. Na década de 330, uma Pérsia revigorada voltou a entrar no cenário político do Cáucaso, forçando o rei albanês arsácida Vachagã I (ou Vache I) a reconhecer a suserania sassânida.
Urnair, cuja mãe era uma princesa sassânida, tinha boas relações com o xainxá Sapor II (r. 309–379), cuja filha lhe foi dada em casamento. O posterior rei albanês arsácida Arsvalém (r. 415–440) era provavelmente o filho deles. Sem citá-lo nominalmente, Amiano Marcelino comenta que o rei albanês esteve presente no Cerco de Amida de 359 conduzido por Sapor II. Lutou ao lado de Sapor II na Batalha de Vagabanta em 370/1, onde foi ferido pelo general armênio Musel I, que o poupou. Quando Urnair retornou à Albânia, enviou uma mensagem a Musel agradecendo por ter poupado sua vida, e também o informou sobre um ataque surpresa planejado por Sapor II. Urnair foi sucedido por Vachagã II em c. 375.

### Conversão ao cristianismo
Segundo uma lenda, Urnair aceitou o cristianismo como religião oficial da Albânia em 313, graças aos esforços do rei Tiridates III da Armênia e de Gregório, o Iluminador. No entanto, os investigadores Wolfgang Schulze, Zaza Alexidze e Jost Gippert argumentaram que isto é improvável dada a carreira política de Urnair, bem como a sua contemporaneidade com  Papa da Armênia. É provavelmente uma adição posterior à tradição.